# Cristina
Cristina  è un nome proprio di persona italiano femminile.

## Varianti
- Femminili: Cristiana
- Maschili: Cristino[1]

### Varianti in altre lingue
Di seguito si trova una lista delle varianti del nome in altre lingue
- Albanese: Kristina[senza fonte]
- Basco: Kistiñe
- Bulgaro: Христина (Hristina), Кристина (Kristina)
- Ceco: Kristina, Kristýna
- Croato: Kristina
- Danese: Christina, Christine, Kristina, Kristine, Kirstine
- Estone: Kristiina
- Finlandese: Kristiina, Kirsi, Kirsti
- Francese: Christine
- Gallese: Crystin
- Hawaiiano: Kilikina
- Inglese: Christina, Christine, Kristina, Krystina, Kristin[4], Kristen[4], Krysten[4], Cristen[4]

- Islandese: Kristín
- Latino: Christina[1]
  - Maschili: Christinus[1]
- Lettone: Kristīna, Kristīne
- Lituano: Kristina
- Macedone: Христина (Hristina)
- Norvegese: Kristina, Kristine, Christina, Christine, Christin, Kristin
- Olandese: Christina, Christine
- Polacco: Krystyna
- Portoghese: Cristina

- Rumeno: Cristina
- Russo: Кристина (Kristina)
- Scozzese: Cairistìona, Kirstin, Kirsteen
- Serbo: Кристина (Kristina)
- Slovacco: Kristína
- Sloveno: Kristina
- Spagnolo: Cristina
- Svedese: Kristina, Kristine, Christina, Christine, Christin, Kristin
- Tedesco: Christine, Christina, Kristine, Kristina, Christin, Kristin
- Ucraino: Христина (Chrystyna)
- Ungherese: Krisztina

1. ↑  Tutte le varianti elencate in questa sezione sono verificabili, salvo diversamente specificato, alla nota 2.

### Forme alterate e ipocoristiche
Il nome, nelle varie lingue, ha dato origine ad una vasta schiera di forme alterate e ipocoristiche; tra le più diffuse si possono citare Tina (presente in numerose lingue, compreso l'italiano), Ina, Chris e Christa, tutti con relative varianti. Oltre a queste, si possono ricordare:
- Finlandese: Stiina
- Francese: Christelle
- Inglese: Kiki, Chrissie
- Italiano: Cri, Cris[senza fonte]
- Limburghese: Stien
- Norvegese: Kjersti, Stina, Stine
- Olandese: Stien
- Polacco: Krysia
- Scozzese: Kirstie, Kirsty
- Svedese: Stina
- Tedesco: Christel, Kiki

1. ↑  Tutte le varianti elencate in questa sezione sono verificabili, salvo diversamente specificato, alla nota 2.

## Origine e diffusione

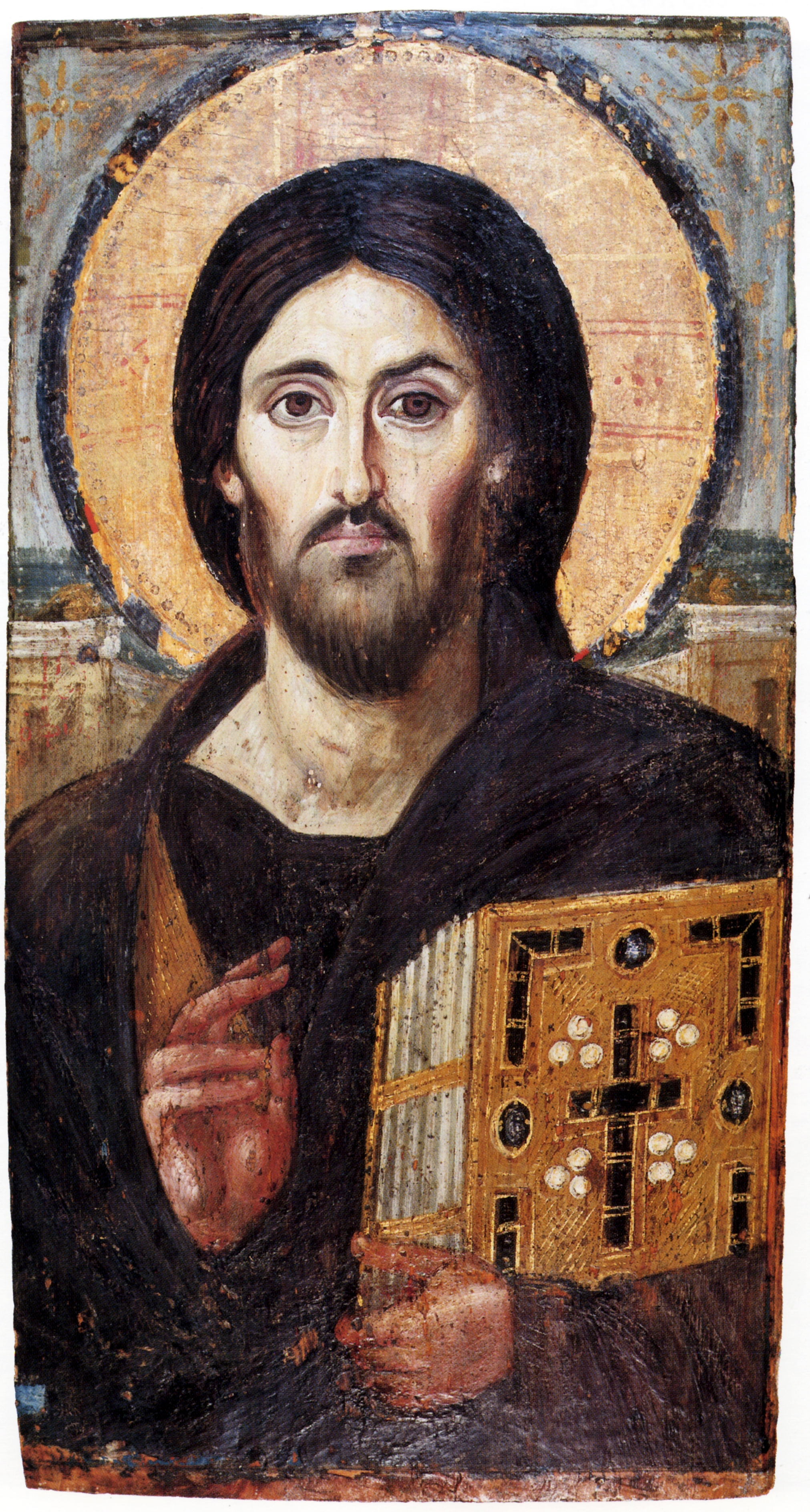
Icona di Gesù Cristo

Si tratta di un adattamento del nome tedesco Christine, che può derivare sia dal nome Cristiana, sia direttamente dal latino Christinus e Christina, tutti significanti "cristiana", "seguace di Cristo", "appartenente a Cristo".
La diffusione del nome comincia nel Medioevo, e ha un particolare periodo di diffusione negli anni sessanta, quando è tra i nomi femminili più utilizzati, insieme a Caterina, Monica e Claudia. Il suo uso odierno è rafforzato dalla venerazione verso un buon numero di sante, santi e beate.

## Onomastico
L'onomastico può essere festeggiato in memoria di più santi, alle date seguenti:
- 18 gennaio, beata Cristina Ciccarelli, badessa all'Aquila
- 20 gennaio, santa Maria Cristina dell'Immacolata, fondatrice delle suore Vittime Espiatrici di Gesù Sacramentato
- 13 febbraio, beata Cristina, monaca agostiniana a Spoleto
- 13 marzo, santa Cristina (o Iazdo), martire in Persia con santa Patrizia sotto Cosroe I
- 29 aprile, san Cristino, martire, patrono di Portoferraio
- 23 luglio, beato Krystyn Wojciech Gondek, sacerdote francescano e martire a Dachau
- 24 luglio, santa Cristina, martire a Bolsena
- 24 luglio, santa Cristina l'Ammirabile, mistica
- 1º settembre, beato Cristino Roca Huguet, sacerdote dei fatebenefratelli e martire con altri compagni a Carabanchel Alto (Madrid)
- 6 novembre, beata Cristina di Stommeln, mistica

## Persone

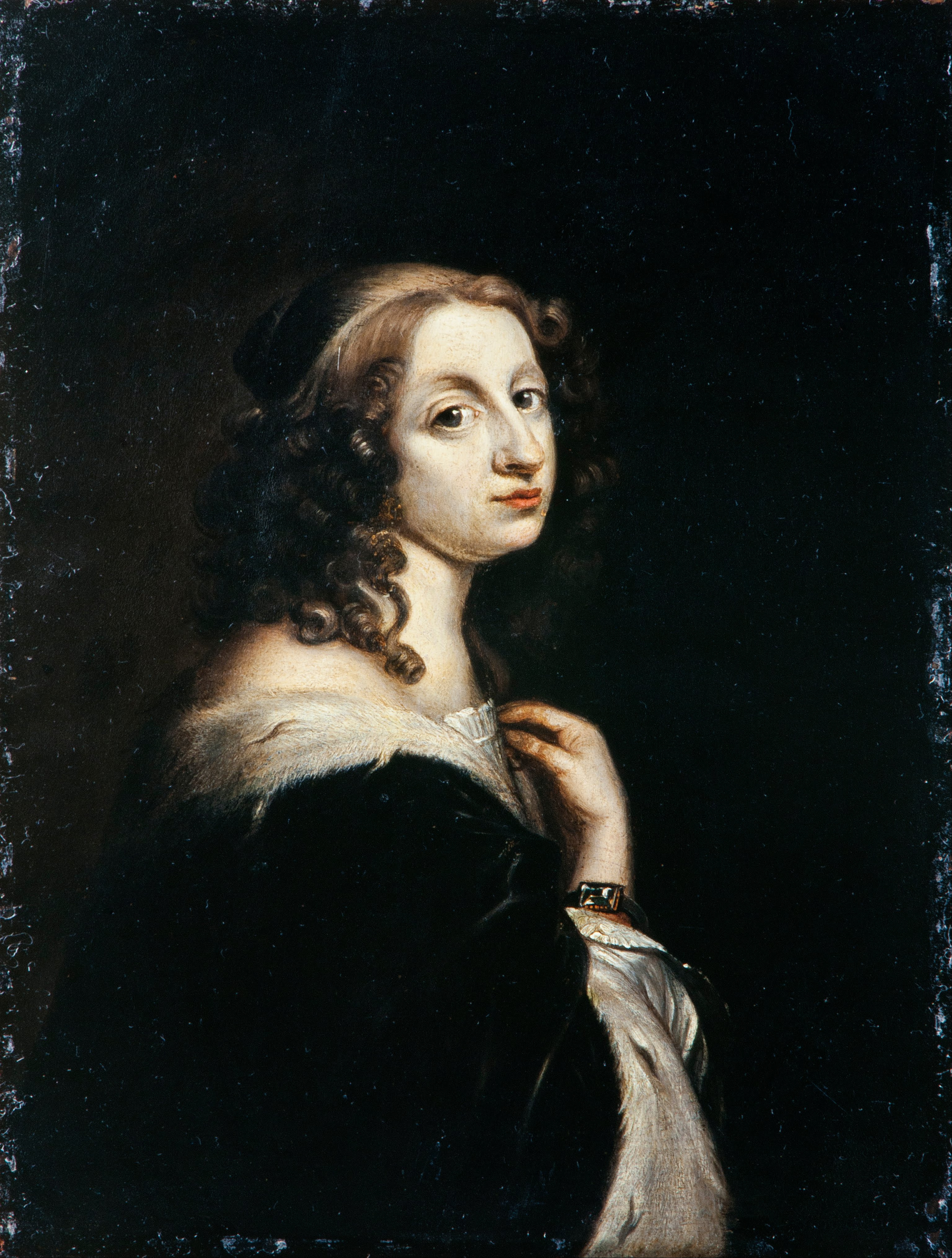
Cristina di Svezia

- Cristina di Borbone-Francia, principessa di Francia e duchessa e reggente di Savoia
- Cristina di Svezia, regina di Svezia
- Cristina Chiabotto, conduttrice televisiva, showgirl e modella italiana
- Cristina Comencini, regista, sceneggiatrice e scrittrice italiana
- Cristina D'Avena, cantante, attrice e conduttrice televisiva italiana
- Cristina Donà, cantautrice italiana
- Cristina Parodi, giornalista e conduttrice televisiva italiana
- Cristina Trivulzio di Belgiojoso, patriota italiana

### Variante Christina

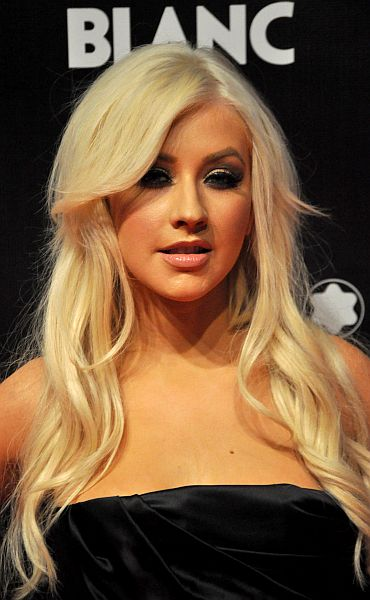
Christina Aguilera

- Christina di Markyate, badessa e mistica britannica
- Christina Aguilera, cantautrice, produttrice discografica e personaggio televisivo statunitense
- Christina Applegate, attrice statunitense
- Christina Milian, cantante, attrice e modella statunitense
- Christina Onassis, dirigente d'azienda statunitense
- Christina Ricci, attrice statunitense
- Christina Rossetti, poetessa britannica
- Christina Stead, scrittrice australiana

### Variante Christine

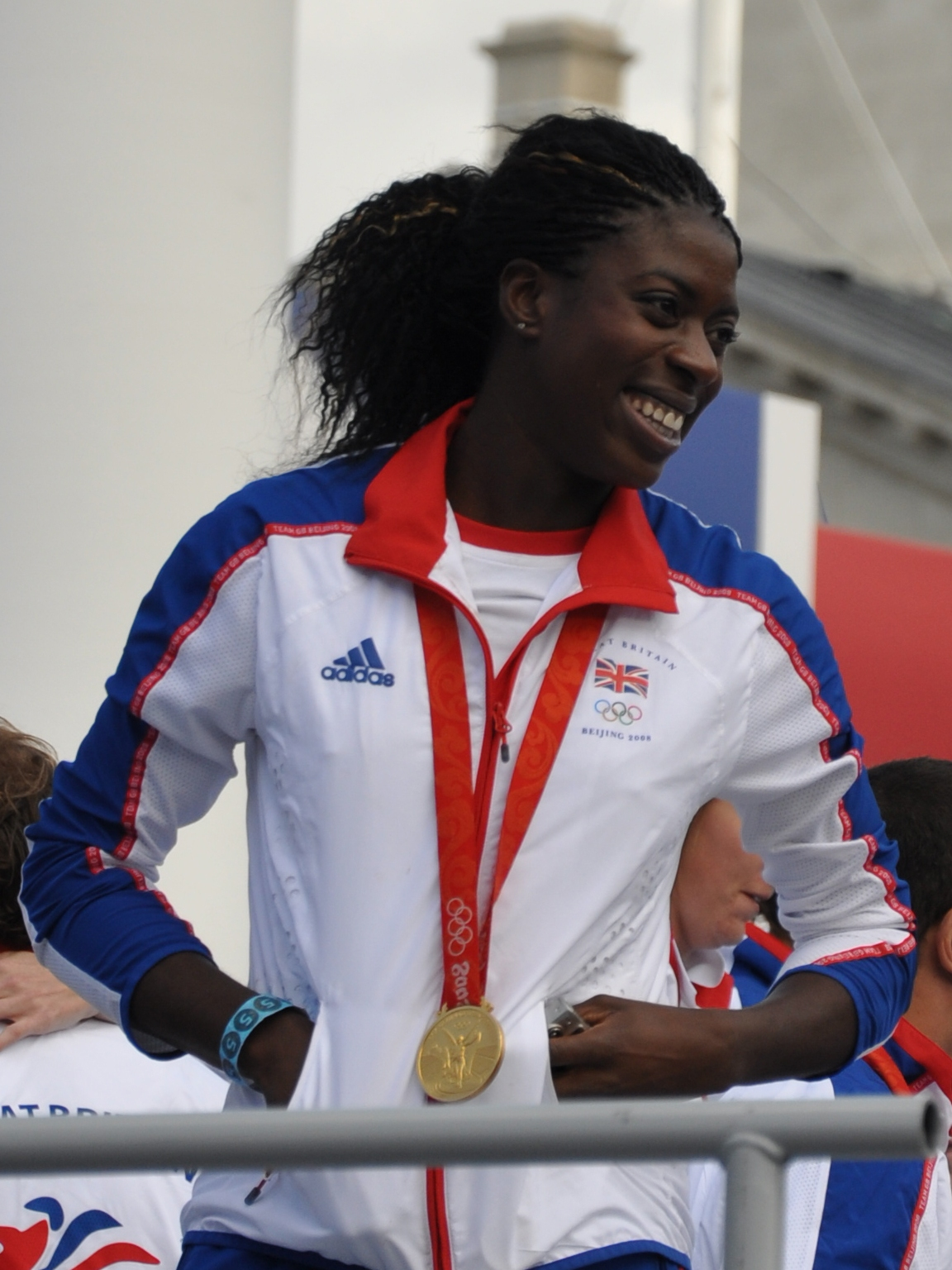
Christine Ohuruogu

- Christine Angot, scrittrice francese
- Christine Arron, atleta francese
- Christine Baranski, attrice statunitense
- Christine de Pizan, scrittrice e poetessa francese
- Christine Elise, attrice statunitense
- Christine Fan, attrice, cantante e conduttrice televisiva taiwanese
- Christine Jorgensen, una delle prime persone a sottoporsi al cambio di sesso
- Christine Lahti, attrice e regista statunitense
- Christine McVie, cantante e tastierista britannica
- Christine Ohuruogu, atleta britannica
- Christine Sinclair, calciatrice canadese

### Variante Kristin

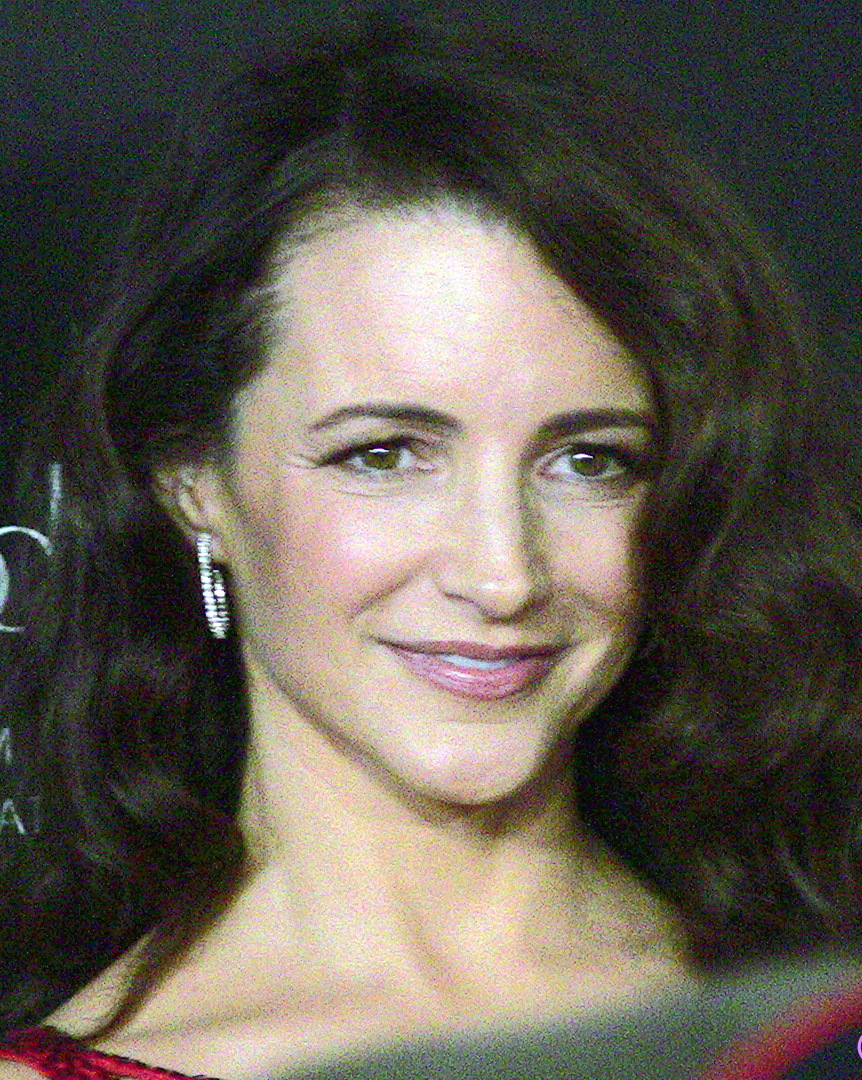
Kristin Davis

- Kristin Cavallari, attrice e personaggio televisivo statunitense
- Kristin Davis, attrice statunitense
- Kristin Herrera, attrice statunitense
- Kristin Kreuk, attrice canadese

### Variante Kristen
- Kristen Bell, attrice, doppiatrice e cantante statunitense
- Kristen Stewart, attrice statunitense
- Kristen Wiig, attrice, comica e doppiatrice statunitense

## Il nome nelle arti
- Cristina è un personaggio del romanzo di Carlos Ruiz Zafón Il gioco dell'angelo.
- Cristina è un personaggio della commedia Le bugie con le gambe lunghe di Eduardo De Filippo.
- Cristina è un personaggio del film di Woody Allen “Vicky Cristina Barcelona” interpretato da Scarlett Johansson.
- Cristina è un personaggio della serie cult Boris.
- Cristina, detta "Cris" è una dei protagonisti della miniserie televisiva Braccialetti rossi.
- Cristina Yang è un personaggio della serie televisiva Grey's Anatomy.
- Cristina è un titolo alternativo del romanzo Weir di Hermiston di Robert Louis Stevenson.
- Arriva Cristina e Cristina sono i titoli di due telefilm degli anni ottanta la cui protagonista era Cristina D'Avena.
- Cristina Mendoza Rosales è uno dei personaggi principali della serie letteraria Shadowhunters-Dark Artifices, quarta trilogia della saga Shadowhunters scritta da Cassandra Clare.

## Toponimi
- Cristina è un municipio dello Stato brasiliano di Minas Gerais, che prende nome da Teresa Cristina di Borbone-Due Sicilie.